# ストーンウォール・ジャクソン (原子力潜水艦)
|           |                                                    |
| 艦歴      |                                                    |
| 発注:     | 1961年7月21日                                      |
| 起工:     | 1962年7月4日                                       |
| 進水:     | 1963年11月30日                                     |
| 就役:     | 1964年8月26日                                      |
| 退役:     | 1995年2月9日                                       |
| その後:   | 原子力艦再利用プログラム                           |
| 除籍:     | 1995年2月9日                                       |
| 性能諸元  |                                                    |
| 排水量:   | 6,480トン                                          |
| 全長:     | 425 ft (129.5 m)                                   |
| 全幅:     | 33 ft (10.1 m)                                     |
| 吃水:     |                                                    |
| 機関:     | 原子力ギアード・タービン推進 GE S5W原子炉 1基      |
| 最大速:   |                                                    |
| 兵員:     |                                                    |
| 兵装:     | 潜水艦発射弾道ミサイル16基、 21インチ魚雷発射管4門 |
| モットー: | Strength - Mobility                                |

ストーンウォール・ジャクソン(USS Stonewall Jackson, SSBN-634)は、アメリカ海軍の原子力潜水艦。ジェームズ・マディソン級原子力潜水艦の8番艦。艦名は「ストーンウォール」と渾名されたアメリカ連合国の将軍、トーマス・J・ジャクソンに因む。ジャクソン将軍に因んで命名された艦としては第一次世界大戦後に建造したタンカー(IX-185)以来3隻目（先の2隻はストーンウォールと名付けられた。南北戦争時に南軍が発注し、戊辰戦争時に明治新政府が購入し東艦と改名したストーンウォール号を含めると4隻目となる）。

## 艦歴
ストーンウォール・ジャクソンの建造は1961年7月21日にカリフォルニア州ヴァレーホのメア・アイランド海軍工廠に発注され、1962年7月4日に起工した。1963年11月30日にジュリア・クリスチャン、マカフィーによって進水し、1964年8月26日にブルー班艦長ジョン・H・ニコルソン中佐およびゴールド班艦長リチャード・A・フロスト中佐の指揮下就役した。
ストーンウォール・ジャクソンは9月3日にヴァレーホを出航し、整調巡航のためフロリダ州ケープカナベラルへ向かう。ブルー班乗組員はミサイル発射訓練を無事に終え12月2日にゴールド班と交代した。12月16日にゴールド班乗組員がミサイル発射に成功すると、ストーンウォール・ジャクソンは整調巡航を完了するため太平洋へ向かう。1965年2月13日に整調後の信頼性試験に入り、その後ワシントン州バンゴールで海外配備のための最終準備を行う。4月にストーンウォール・ジャクソンは最初の戦略抑止哨戒を開始した。
1965年6月にゴールド班乗組員はグアムのアプラ港でブルー班と交代する。ストーンウォール・ジャクソンは続く5年にわたって同港を拠点として哨戒任務を行った。1970年の春に大西洋艦隊に配属替えされる。4月23日、特別任務のため真珠湾を出港し、5月7日にパナマ運河を通過、大西洋艦隊に合流し第5潜水小艦隊 (Submarine Flotilla 5, SubFlot 5) から第6潜水小艦隊 (SubFlot 6) に配属された。8日後にストーンウォール・ジャクソンはコネチカット州ニューロンドンに到着した。
ストーンウォール・ジャクソンはニューロンドンで5月の後半を維持のために過ごす。その後6月1日に南に向けて出航し、6月7日から10日まで海軍兵学校に停泊、士官候補生の訓練を行い続いて特別任務に赴く。7月の第1週にサウスカロライナ州チャールストンでミサイルを降ろし、7月10日にニューロンドンに到着した。7月15日、ストーンウォール・ジャクソンはグロトンのエレクトリック・ボート社のドック入りし、ポセイドン C-3 ミサイル運用のための改修が行われた。作業は1971年10月29日に完了し、ブルー班乗組員が巡航の準備を始めた。1971年10月から1972年3月までブルー、ゴールド両班の乗組員はアメリカの南東海岸でそれぞれの整調巡航を行った。3月4日にグロトンに帰還、8日にエレクトリック・ボート社で整調後の信頼性試験を行う。
4月7日にストーンウォール・ジャクソンはチャールストンでに向けて出航し、改修後初の大西洋における戦略抑止哨戒の準備に入る。
1979年9月16日。メイン州のドックに係留中、警備員がストーンウォール・ジャクソンによじ登っている潜水服を着た2人組を発見。2人組は警備員からの発砲を受けて逃走した。
ストーンウォール・ジャクソンは1995年2月9日に退役、除籍され、1995年10月13日にワシントン州ブレマートンで原子力艦再利用プログラムに従って解体された。